# Лабдак
Ла́бдак (др.-греч. Λάβδακος) — в древнегреческой мифологии царь Фив, сын Полидора и Никтеиды. Отец Лаия, дед Эдипа. Был третьим царем Фив после своего деда Кадма и отца Полидора. Когда умер Полидор, Лабдак был ещё мал, поэтому Полидор поручил опеку Никтею. Когда Лабдак подрос, Лик передал ему власть.
Воевал с афинским царем Пандионом, но разбит. Погиб после Пенфея, имея одинаковый с ним образ мыслей. Оставил годовалого сына Лаия.
Потомки Лабдака называются лабдакидами. Среди них Эдип, Антигона, Исмена, Полиник и Этеокл.